# Église Saint-Pierre de Bois-le-Roi
L’église Saint-Pierre est un édifice religieux catholique d'architecture romane situé à Bois-le-Roi (Seine-et-Marne), en France. Elle est inscrite aux monuments historiques depuis 1926.

## Situation et accès
L'église est située vers le centre du village de Bois-le-Roi et plus largement au sud-ouest du département de Seine-et-Marne. Elle se dresse du côté nord de la fragmentation par la ligne de chemin de fer, au centre d'un îlot urbain formé par la rue de Verdun, où se trouve son entrée principale, l'avenue Maréchal-Foch et la rue des Écoles. Un repère de nivellement placé près du portail à 40 centimètres au-dessus du sol fait état d'une altitude de 76,678 mètres.

## Historique
L'église aurait été bâtie sur les restes d'une ancienne maison religieuse fondée à la demande des moines de l'abbaye Saint-Pierre de Melun. Il s'agit alors d'un édifice de trois nefs qui sont séparées par des arcades ogivales, supportées par des piliers sculptés.
En 1837, son état est jugé dangereux, ce qui conduit à ce que trois quarts de son ensemble soient reconstruits, ne conservant que le clocher et porche principal. Puis, à la fin du XIXe siècle, on replâtre entièrement son intérieur. Durant la Seconde Guerre mondiale, l'église subit de nombreux dommages.

## Structure

### Extérieur
L'église adopte un plan simple de nef avec des extensions latérales.
Le clocher est une tour carrée à deux niveaux qui se finit en une flèche légèrement désaxée. Le porche principal est, quant à lui, orné d'archivoltes.

### Intérieur
La plupart des vitraux ainsi que le chemin de croix sont l œuvre du peintre Georges Lecaron (1899-1974)

Un tableau du même artiste représentant un ancien curé avec son enfant de chœur se trouve dans la sacristie.

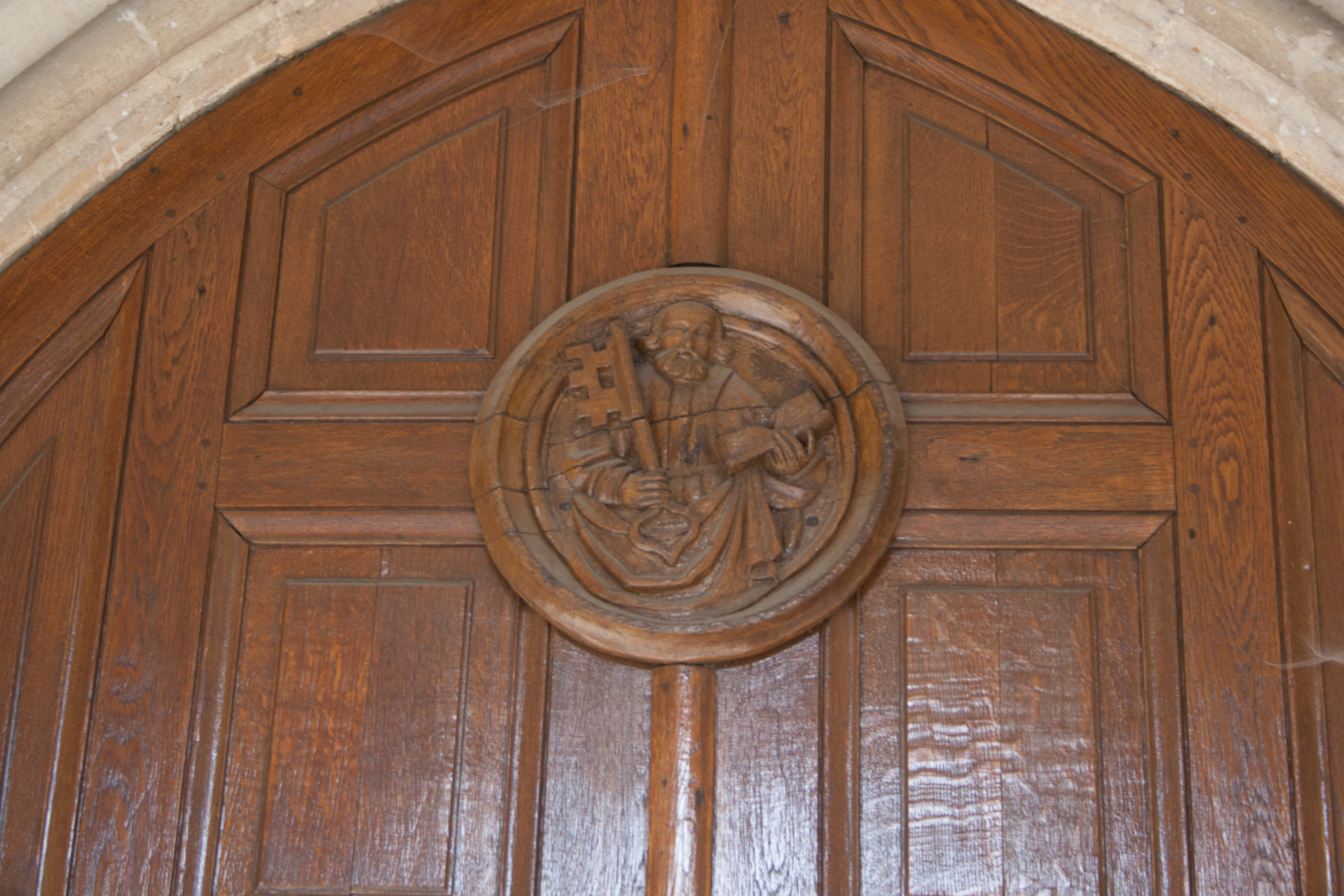
Sculpture en bois sur le portail principal représentant saint Pierre tenant une clef.

## Statut patrimonial et juridique
L'église fait l'objet d'une inscription au titre des monuments historiques par arrêté du 18 mars 1926, en tant que propriété de la commune.

## Mobilier
- Tableau Jésus au Jardin des Oliviers (72 × 105 cm) (XVIe siècle), classé au titre objet des monuments historiques depuis le 5 décembre 1908[4].
- Groupe sculpté Saint Michel terrassant le dragon (132 × 40 × 17 cm) (XVIe siècle), inscrit au titre objet des monuments historiques depuis le 1er février 1973[5]. Il est situé sur le mur sud du chœur.
- Groupe sculpté Sainte Marguerite (70 × 28 × 17 cm) (1673), inscrit au titre objet des monuments historiques depuis le 1er février 1973[6].
- Statue Saint Éterne (107 × 30 × 20 cm) (XVe - XVIe siècle), inscrite au titre objet des monuments historiques depuis le 20 juin 1974[7].
- Cloche dite Catherine (80 × 80 cm) (1760), inscrite au titre objet des monuments historiques depuis le 18 décembre 1991[8].
- Porte occidentale et dessus-de-porte (XVIIIe - XIXe siècle), au titre objet des monuments historiques depuis le 4 mars 1980[9].
- Exposition (XVIIIe - XIXe siècle), inscrite au titre objet des monuments historiques depuis le 4 mars 1980[10].
- Tableau Vierge à l'Enfant et son cadre (250 × 150 cm) (XVIIe - XIXe siècle), inscrit au titre objet des monuments historiques depuis le 4 mars 1980[11].
- Plaque funéraire de Jean Moussault (103 × 77 cm) (1740), inscrite au titre objet des monuments historiques depuis le 4 mars 1980[12].
- Fonts baptismaux (78 × 147 × 87,5 cm (fonts) ; 153 × 88 cm (couvercle) (XIVe - XVe siècle), inscrits au titre objet des monuments historiques depuis le 10 août 2012[13].